# Sacún Palma
Sacún Palma är en ort i Mexiko.   Den ligger i kommunen Chilón och delstaten Chiapas, i den sydöstra delen av landet, 800 km öster om huvudstaden Mexico City. Sacún Palma ligger 905 meter över havet och antalet invånare är 111.
Terrängen runt Sacún Palma är huvudsakligen kuperad. Sacún Palma ligger nere i en dal. Runt Sacún Palma är det ganska glesbefolkat, med 50 invånare per kvadratkilometer. Närmaste större samhälle är Jol Sacún, 2,6 km öster om Sacún Palma. I omgivningarna runt Sacún Palma växer i huvudsak städsegrön lövskog.